# 皆川與子
皆川與子（日语：／ Minagawa Yone，1893年1月4日—2007年8月13日），為一名日本超級人瑞。

## 生平
皆川與子於1893年1月4日生於日本福岡縣田川郡上野村，為四姊妹的老大。早年喪夫，僅靠務農和販賣農作物養育五個孩子（四子一女），現只剩女兒在世。其家族繁衍至今共7名孫兒、12名曾孫及兩名玄孫，其孫安永昭俊現為田川市議會事務局長。皆川獨自一人住在西南學院大學附近的福岡縣西陣的百道公寓，直到2002年，她入住福岡縣福智町慶壽園。2005年起，她搬到了福岡縣田川郡敬壽園安老院。即使在114歲，她也坐在輪椅上參加俱樂部活動，並隨著音樂“跳舞”。平時愛好彈奏民族樂器三味線，口頭禪是以日、英語說謝謝，據稱她的長壽秘訣是常喝酒。
自2005年4月5日起成為日本國內最年長者。2007年8月13日下午5時47分在了福岡縣田川郡敬壽園安老院辭世，共活了114岁221天。